# سید حسن موسوی
سید حسن موسوی (متولد سوادکوه) سیاستمدار،و رئیس دفتر محمود احمدی‌نژاد در آخرین سال فعالیت دولت دوم وی بود. او در سال‌های قبل از دولت احمدی‌نژاد مدتی رئیس شرکت سایپا یدک بوده‌است و اولین سمت خود در دولت احمدی‌نژاد را برای سازمان میراث فرهنگی از اسفندیار رحیم مشایی (به عنوان معاون سرمایه‌گذاری و طرح‌های سازمان میراث فرهنگی، صنایع دستی و گردشگری) رئیس آن سازمان در سال ۱۳۸۶ دریافت کرد. موسوی یک سال بعد به مرکز ملی جهانی شدن منتقل شد. وی در سال ۱۳۹۰ رئیس سازمان میراث فرهنگی شد و سپس در سال ۱۳۹۱ به سمت رئیس دفتر وی منصوب گردید.
برخی رسانه‌های گمانه زنی‌هایی دربارهٔ نامزدی وی برای انتخابات ریاست جمهوری ۱۳۹۲ برای جریان احمدی‌نژاد داشتند.